# Czad na Letnich Igrzyskach Olimpijskich 1988
Czad na Letnich Igrzyskach Olimpijskich 1988 reprezentowało 6 zawodników, byli to sami mężczyźni.

## Skład kadry

### Lekkoatletyka

#### Mężczyźni

##### Konkurencje biegowe
| Zawodnik          | Konkurencja     | Eliminacje | Eliminacje | Ćwierćfinały | Ćwierćfinały | Półfinały | Półfinały | Finał | Finał   |
| Zawodnik          | Konkurencja     | Czas       | Pozycja    | Czas         | Pozycja      | Czas      | Pozycja   | Czas  | Pozycja |
| ----------------- | --------------- | ---------- | ---------- | ------------ | ------------ | --------- | --------- | ----- | ------- |
| Ali Faudet        | Bieg na 400 m   | 48,69      | 6.         | NQ           | NQ           | NQ        | NQ        | NQ    | NQ      |
| Yussuf Moli Yesky | Bieg na 800 m   | 1:57,97    | 8.         | NQ           | NQ           | NQ        | NQ        | NQ    | NQ      |
| Seid Gayaplé      | Bieg na 1500 m  | 3:58,46    | 14.        | —            | —            | NQ        | NQ        | NQ    | NQ      |
| Ronodji Niakaken  | Bieg na 5000 m  | 15:42,73   | 19.        | —            | —            | NQ        | NQ        | NQ    | NQ      |
| Ismael Yaya       | Bieg na 10000 m | 30:47,29   | 19.        | —            | —            | —         | —         | NQ    | NQ      |

##### Konkurencje techniczne
| Zawodnik        | Konkurencja | Eliminacje | Eliminacje | Finał | Finał   |
| Zawodnik        | Konkurencja | Wynik      | Pozycja    | Wynik | Pozycja |
| --------------- | ----------- | ---------- | ---------- | ----- | ------- |
| Paul Ngadjadoum | Skok wzwyż  | 2,15 m     | 25.        | NQ    | NQ      |